# Merab Kostava
Merab Kostava (en georgiano: მერაბ კოსტავა; Tiflis, 26 de mayo de 1939-Boriti, 13 de octubre de 1989) fue un disidente, músico y poeta georgiano que fue uno de los líderes del movimiento de Liberación Nacional en Georgia. Junto con Zviad Gamsajurdia, lideró el movimiento disidente en Georgia contra la Unión Soviética, hasta su muerte en un accidente de coche en 1989.

## Vida
Kostava nació en 1939 en Tiflis, parte de la URSS y actual capital de Georgia. En 1954, Kostava y Zviad Gamsajurdia fundaron la organización clandestina juvenil georgiana Gorgasliani, un tributo a Vajtang I Gorgasali, el rey georgiano medieval que supuestamente fundó Tiflis. Entre 1956 y 1958 Kostava, junto con Gamsajurdia y varios otros miembros de esta organización fueron encarcelados por la KGB por "actividad antisoviética" como apoyar la Revolución húngara de 1956. Los cargos contra Kostava y Gamsajurdia incluían la difusión de literatura y proclamas anticomunistas.
Kostava se graduó en el Conservatorio Estatal de Tiflis en 1962. Entre 1962 y 1977 fue profesor en una escuela de piano en Tiflis.
En 1973, Kostava y Gamsajurdia establecieron el Grupo de Iniciativa para la defensa de los Derechos Humanos. En 1976, Kostava cofundó el Grupo de Helsinki georgiano (más tarde rebautizado como Unión de Helsinki georgiana en 1989). De 1976 a 1977 y de 1987 a 1989, Kostava fue miembro de la Junta de Gobierno de la organización de derechos humanos antes mencionada. Después de 1975, Kostava fue miembro de Amnistía Internacional.
En 1977, Kostava y Gamsajurdia fueron arrestados y encarcelados, acusados de difundir propaganda antisoviética, como resultado de denunciar el saqueo de arte y objetos eclesiásticos, así como la deportación y el posterior trato dado a los turcos mesjetios. Kostava fue enviado a Siberia para cumplir su condena. Si bien Gamsajurdia renunció públicamente a sus puntos de vista con la esperanza de una sentencia menor, Kostava se negó a hacerlo. Su salud se deterioró al contraer tuberculosis e realizó varias huelgas de hambre para protestar contra las condiciones de vida en los gulags. En la primavera de 1985, encontraron a su hijo ahorcado en su apartamento.
Kostava fue puesto en libertad en agosto de 1987. En 1978, los dos hombres fueron nominados al Premio Nobel de la Paz por el Congreso de los Estados Unidos. En 1988 Kostava cofundó la Sociedad de Santa Ilia la Justa y fue uno de los líderes de esta organización política independentista. De 1988 a 1989 fue uno de los organizadores y participantes activos de la mayoría las acciones políticas pacíficas a favor de la independencia dentro de la República Socialista Soviética de Georgia. El 9 de abril de 1989, Kostava fue encarcelado nuevamente, pero fue liberado después de 45 días. También rató de mediar en las tensiones entre Georgia y Abjasia, además de buscar un compromiso con los turcos mesjetios en el sur de Georgia.
Merab Kostava participó activamente en la red clandestina de editores Samizdat, coeditor del periódico clandestino georgiano Okros Satsmisi ("El vellocino de oro"), además de autor de importantes obras literarias y científicas.

## Muerte
El 13 de octubre de 1989, Merab Kostava murió en un accidente automovilístico cerca de Boriti en circunstancias sospechosas de haber sido un asesinato planeado. Kostava fue enterrado en el Panteón de Tiflis y tras su muerte, Zviad Gamsajurdia se convirtió en el líder indiscutible de la lucha por la independencia de Georgia.

## Homenajes
Hay calles que llevan el nombre de Merab Kostava en Tiflis, Batumi, Rustavi y Shindisi. En 2013, Kostava recibió póstumamente el título y la orden de Héroe Nacional de Georgia.